# Nahomy Castro
Nahomy Castro (* 6. Januar 2005) ist eine kolumbianische Leichtathletin, die sich auf den Sprint spezialisiert hat. Mit der kolumbianischen 4-mal-400-Meter-Staffel wurde sie 2025 in Mar del Plata Südamerikameisterin.

## Sportliche Laufbahn
Erste Erfahrungen bei internationalen Meisterschaften sammelte Nahomy Castro im Jahr 2023, als sie bei den U20-Südamerikameisterschaften in Bogotá in 54,46 s die Bronzemedaille im 400-Meter-Lauf gewann und mit der kolumbianischen 4-mal-400-Meter-Staffel in 3:39,08 min die Goldmedaille gewann. Zudem sicherte sie sich mit der Mixed-Staffel in 3:25,85 min die Silbermedaille. Im Jahr darauf wurde sie bei den World Athletics Relays 2024 in Nassau in 3:36,56 min Fünfte im A-Lauf in der 2. Qualifikationsrunde über 4-mal 400 Meter und verpasste somit eine Direktqualifikation für die Olympischen Spiele in Paris. Kurz darauf schied sie bei den Ibero-Amerikanischen Meisterschaften in Cuiabá mit 54,95 s in der Vorrunde über 400 Meter aus und gewann mit der Mixed-Staffel in 3:25,10 min die Bronzemedaille hinter den Teams aus Brasilien und Ecuador. Anschließend gewann sie bei den U20-Südamerikameisterschaften in Lima in 54,87 s die Silbermedaille über 400 Meter und siegte in 3:43,24 min in der Frauenstaffel. Im August verpasste sie bei den U20-Weltmeisterschaften ebendort mit 3:25,91 min den Finaleinzug in der Mixed-Staffel und schied über 400 Meter mit 53,75 s im Halbfinale aus. Zudem belegte sie mit der Frauenstaffel in 3:37,75 min den siebten Platz. Im September siegte sie mit der Mixed-Staffel mit neuem Meisterschaftsrekord von 3:19,88 min bei den U23-Südamerikameisterschaften in Bucaramanga. Zudem gewann sie über 400 Meter in 53,30 s die Silbermedaille hinter der Brasilianerin Érica Barbosa Cavalheiro und siegte in 3:40,49 min mit der Frauenstaffel. 2025 siegte sie bei den Südamerikameisterschaften in Mar del Plata in 3:33,29 min gemeinsam mit Lina Licona, Paola Loboa und Evelis Aguilar in der 4-mal-400-Meter-Staffel.
2023 wurde Castro kolumbianische Meisterin in der 4-mal-400-Meter-Staffel sowie 2024 in der Mixed-Staffel.

## Persönliche Bestzeiten
- 200 Meter: 24,26 s (+0,4 m/s), 2. Juni 2024 in Armenia
- 400 Meter: 53,07 s, 22. Oktober 2023 in Armenia